# Horne Sogn (Faaborg-Midtfyn Kommune)
 For alternative betydninger, se Horne Sogn. (Se også artikler, som begynder med Horne Sogn)
Horne Sogn er et sogn i Fåborg Provsti (Fyens Stift).
I 1800-tallet var Horne Sogn et selvstændigt pastorat. Det hørte til Sallinge Herred i Svendborg Amt. Horne sognekommune blev ved kommunalreformen i 1970 indlemmet i Faaborg Kommune, der ved strukturreformen i 2007 indgik i Faaborg-Midtfyn Kommune.
I Horne Sogn ligger Horne Kirke.
I sognet findes følgende autoriserede stednavne:
- Alne Nor (vandareal)
- Bjerne (bebyggelse, ejerlav)
- Bjerne Mark (bebyggelse)
- Bøjden (bebyggelse, ejerlav)
- Bønnelandshuse (bebyggelse)
- Drejet (areal, bebyggelse)
- Dyndkrog (bebyggelse)
- Dyreborg (bebyggelse, ejerlav)
- Egsmarken (bebyggelse)
- Fruerlund (bebyggelse)
- Frydendal (bebyggelse)
- Horne (bebyggelse, ejerlav)
- Horne Krog (vandareal)
- Horne Land (areal)
- Horne Næs (areal)
- Hornenæs Skov (areal)
- Hvedholm (ejerlav, landbrugsejendom)
- Kabbelhøj (bebyggelse)
- Kalvøre (areal, bebyggelse)
- Kirkeballe (bebyggelse)
- Knolden (areal, bebyggelse)
- Knæet (areal)
- Lillemark (bebyggelse)
- Lyø Krog (vandareal)
- Løkkehøj (areal)
- Nørreballe (bebyggelse)
- Præstegyden (bebyggelse)
- Sinebjerg (bebyggelse)
- Stensbjerg Knæ (areal)
- Tornæs Hoved (areal)
- Tåstebjerg (areal, bebyggelse)
- Udenbygård (bebyggelse)
- Vesterballe (bebyggelse)
- Vænget (bebyggelse)